# Viktor Schufinsky
Viktor Schufinsky (geboren am 28. Juli 1876 in Wien, Österreich-Ungarn; gestorben 7. oder 8. Oktober 1947 in Wien) war ein österreichischer Maler und Grafiker.

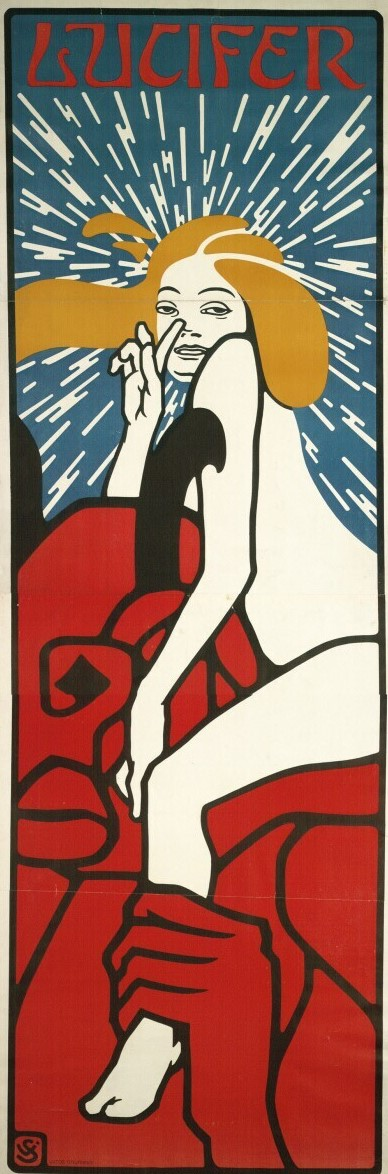
Lucifer (1903)

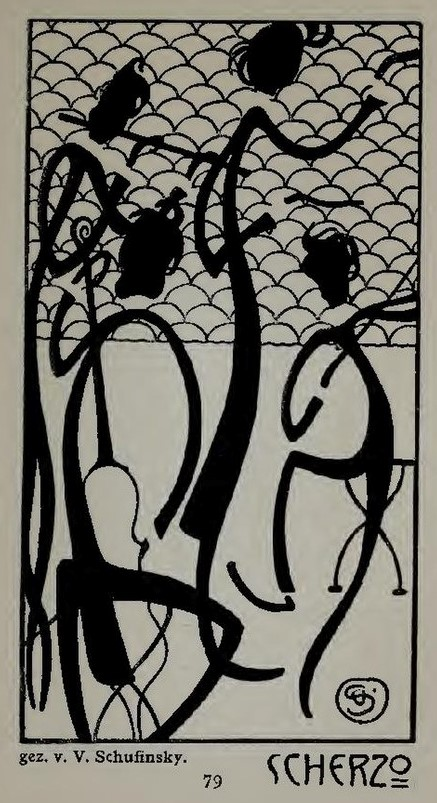
Scherzo (1902)

## Leben
Viktor Schufinsky wurde im 2. Wiener Gemeindebezirk Leopoldstadt in der Weintraubengasse 1 geboren. Sein Vater stammte aus Wien und seine Mutter aus Mähren. Er studierte an der Wiener Kunstgewerbeschule und war ab 1903 Assistent an der Graphischen Lehr- und Versuchsanstalt. Weiters unterrichtete er an der k.k. Fachschule für Tonindustrie in Znaim, ab 1918 an der Kunstgewerbeschule in Wien.
Im Ersten Weltkrieg kämpfte Schufinsky an der russischen Front, wurde aber im Dezember gleichen Jahres zur Propagandagruppe im k.u.k. Kriegspressequartier eingeteilt. 1916 wurde er zum Leutnant des Landsturms ernannt, 1917 arbeitete er beim 5. Armeekommando an der Isonzofront. Unter seinen Arbeiten sind auch Plakatentwürfe, Kriegsbilderbogen und Aufträge für das Rote Kreuz.
In der Nacht vom 7. auf 8. Oktober 1947 wurde Schufinskys Leiche im Donaukanal gefunden. Ein zeitgenössischer Pressebericht geht von einem Suizid aufgrund schwerer Krankheit aus.

## Werke (Auswahl)
- Füllen eines Fesselballons in Galizien. 1915, Linolschnitt aquarelliert, 32,7 × 29,7 cm (Heeresgeschichtliches Museum Wien)